# Dryopteris gymnophylla
Dryopteris gymnophylla är en träjonväxtart som först beskrevs av Bak., och fick sitt nu gällande namn av Carl Frederik Albert Christensen. Dryopteris gymnophylla ingår i släktet Dryopteris och familjen Dryopteridaceae. Inga underarter finns listade.